# 久米裕 (拉致被害者)
久米 裕（くめ ゆたか、1925年2月17日 - ）は、北朝鮮による拉致の被害者である日本人、日本国政府認定の拉致被害者（宇出津事件の被害者）。1977年（昭和52年）9月19日、北朝鮮の工作員によって石川県能登半島の宇出津（うしつ）で拉致された。いわゆる「背乗り拉致」の被害者である。

## 人物・略歴
久米裕は1925年（大正14年）2月17日、静岡県小笠郡生まれ。本籍地は東京都保谷市。1943年（昭和18年）に浜松市立高等筆記学校を卒業し、その後神奈川県下の相模原陸軍機甲整備学校に入った。終戦時には機甲整備学校の生徒であった。終戦後は静岡県伊東市役所に5年間勤務し、その後、建設業、運送業、金融業、飲料メーカーなどの職を転々として1976年（昭和51年）2月、民間のビルサービス会社に採用され、そこから三鷹市役所に警備員として派遣されていた。

### 拉致
久米が北朝鮮によって拉致されたのは、1977年（昭和52年）9月19日のことで当時52歳、三鷹市役所で警備の仕事をしていたときのことである。彼は、石川県鳳珠郡能登町宇出津海岸で拉致され、消息を絶った（宇出津事件）。久米を宇出津まで連れていき、海岸で工作員に引き渡したのは李秋吉という在日朝鮮人であった。李は福岡県生まれで中央大学工学部土木学科を卒業し、都内で土建業と金融業を営んでいた。1973年(昭和48年)8月に「吉岡」と名乗る北朝鮮の工作員が李に接触、「吉岡」は北朝鮮に帰国した妹を人質に「自分たちの活動に協力しないと妹のためにならない」と李を脅迫した。李は「吉岡」の部下になることを了承し、同年10月から12月末まで東京都保谷市新町において「吉岡」より工作員教育を受け、韓国の軍事情報収集、自衛隊や在日米軍基地に関連する情報の収集活動を行った。李秋吉は、北朝鮮工作員に包摂され、「土台人」にされたことになる。
李が「日本人で独身の45歳から50歳くらいの男性を送り込め」という指示を受けたのは、1977年8月10日のことで、「吉岡」からではなく別の北朝鮮工作員「吉田」こと金世鎬（キム・セホ）からであった。李は顧客の一人であった久米に密貿易の話を持ちかけ、戸籍謄本をとらせたうえで能登に誘い出し、海岸に連れ出して工作船で迎えに来た別の北朝鮮工作員に引き渡した。
9月18日、東京を出発した李と久米は福井県芦原温泉を経由し、宇出津へは19日午後2時頃に到着した。李は、旅館の宿帳に自分の名として日本人の顧客の名を記した。旅館の女将は、2人の落ち着きのない態度、また外の様子をうかがい押し黙った態度で夕食を摂るようすを不審に思っていた。一方、午後4時50分、石川県警察に「富山湾に不審船現れる」という情報が入り、県警公安課は緊急体制に入っていた。午後10時頃、李と久米の2人は連れ立って旅館を出たが、周囲に夜出かけるような場所はなかったので旅館の女将が「挙動のおかしい宿泊客がいる」と能都警察署に通報した。拉致実行後、李は、現地で外国人登録法違反で逮捕された。李の自宅からは乱数表や暗号解読表などの証拠も押収されている。李は、最終的には不処分（起訴猶予処分）となり釈放された。日本への帰化も許され、日本国民・大山秋吉として都内で自営業を営んだ。
この事件で石川県警察警備部は、李を逮捕し、押収した乱数表から暗号解読に成功した。これが評価されて石川県警は1979年（昭和54年）に警察庁長官賞を受賞している。しかし、この事件についても受賞についても長い間明らかにされず、マスメディアも、単に朝鮮半島に向けて不法に出国をした日本人がいたという小さな話題として報道しただけであった。
北朝鮮側は、2002年（平成14年）の小泉純一郎首相の北朝鮮訪問で日本人拉致を認めた際も、久米については曽我ミヨシ同様、「入境していない」と回答しており、入国を完全に否認している。
警視庁公安部と石川県警察は指示犯の「吉田」こと金世鎬（キム・セホ）について、2003年1月逮捕状の発付を得て国際刑事警察機構（ICPO）を通して国際手配を行った。日本政府も北朝鮮側に身柄の引渡しを要求している。2006年（平成18年）の日朝包括並行協議では、北朝鮮は、金世鎬について「かかる人物は承知していない」としつつ、日本側からの関連情報提供を前提に、同人特定のための調査を行う旨を回答している。

### 消息
久米裕の安否は依然不明である。拉致当時の久米は親兄弟とは音信不通で独居生活を送っていた。1977年9月18日、職場の同僚に「いま能登半島の温泉にいる」と電話をかけてきて以来、消息を絶っている。